# NGC 5418
NGC 5418 ist eine balkenspiralförmige Radiogalaxie vom Hubble-Typ SBbc im Sternbild Bärenhüter und 203 Millionen Lichtjahre von der Milchstraße entfernt. Die Entfernungsmessungen basierend auf den Radialgeschwindigkeiten stimmen nicht mit den rotverschiebungsunabhängigen Entfernungsschätzungen von 159 ± 27 Millionen Lichtjahren überein.
Das Objekt wurde am 24. April 1830 von John Herschel entdeckt.